# Barili
Barili is een gemeente in de Filipijnse provincie Cebu. Bij de census van 2015 telde de gemeente bijna 74 duizend inwoners.

## Geografie

### Topografie
Barili ligt ruim 60 kilometer ten noorden van Cebu City. De gemeente wordt omgeven de gemeente Aloguinsan in het noorden, Carcar en Sibonga in het oosten, Dumanjug in het zuid en de Tañonstraat in het westen.

### Bestuurlijke indeling
Barili is onderverdeeld in de volgende 42 barangays:
| - Azucena - Bagakay - Balao - Bolocboloc - Budbud - Bugtong Kawayan - Cabcaban - Campangga - Dakit - Giloctog - Guibuangan - Giwanon - Gunting - Hilasgasan | - Japitan - Cagay - Kalubihan - Kangdampas - Candugay - Luhod - Lupo - Luyo - Maghanoy - Maigang - Malolos - Mantalongon - Mantayupan - Mayana | - Minolos - Nabunturan - Nasipit - Pancil - Pangpang - Paril - Patupat - Poblacion - San Rafael - Santa Ana - Sayaw - Tal-ot - Tubod - Vito |

## Demografie
Barili had bij de census van 2015 een inwoneraantal van 73.862 mensen. Dit waren 8.338 mensen (12,7%) meer dan bij de vorige census van 2010. Ten opzichte van de census van 2000 was het aantal inwoners gegroeid met 16.098 mensen (27,9%). De gemiddelde jaarlijkse groei in die periode kwam daarmee uit op 1,63%, hetgeen lager was dan het landelijk jaarlijks gemiddelde over deze periode (1,72%).

De bevolkingsdichtheid van Barili was ten tijde van de laatste census, met 73.862 inwoners op 122,21 km², 604,4 mensen per km².

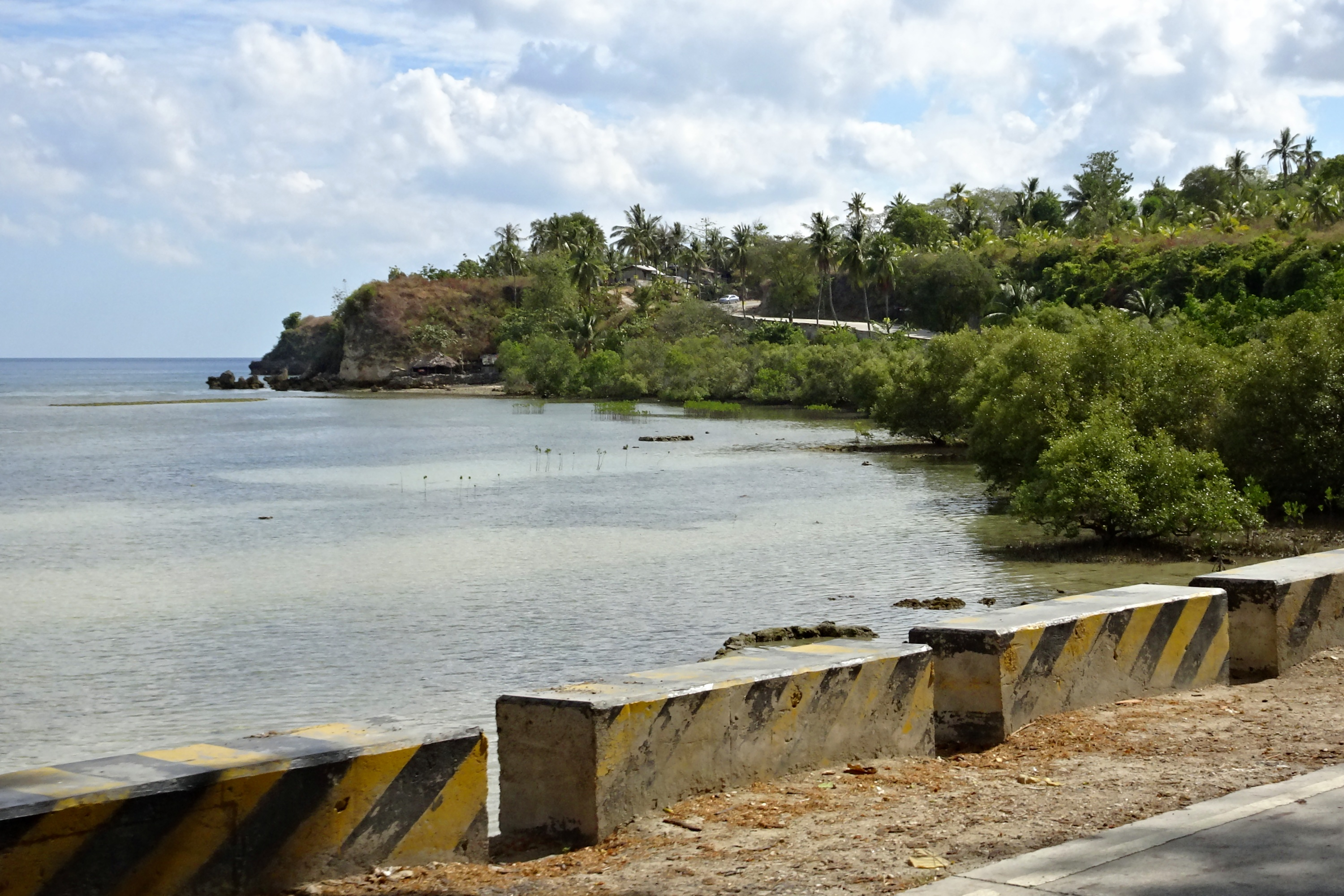
Straat Tañon bij Barili
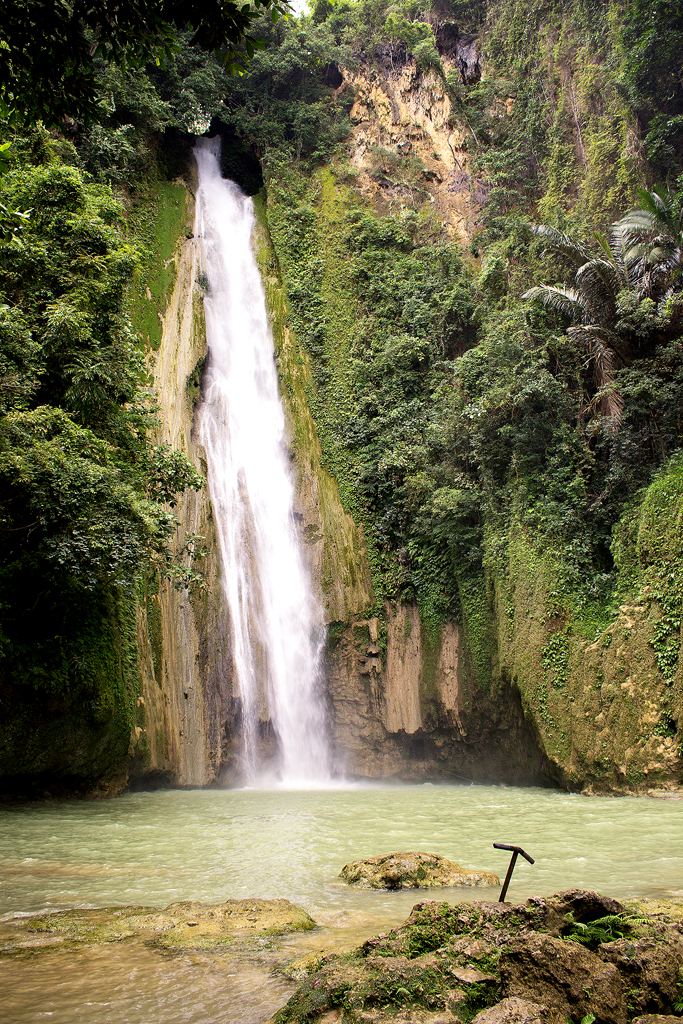
Mantayupan-watervallen